# HD 5319
HD 5319 är en ensam stjärna belägen i den norra delen av stjärnbilden Valfisken. Den har en skenbar magnitud av ca 8,05 och kräver åtminstone en stark handkikare eller ett mindre teleskop för att kunna observeras. Baserat på parallax enligt Gaia Data Release 2 på ca 8,2 mas, beräknas den befinna sig på ett avstånd på ca 397 ljusår (ca 122 parsek) från solen. Den rör sig bort från solen med en heliocentrisk radialhastighet på ca 0,3 km/s.

## Egenskaper
HD 5319 är en orange till gul underjättestjärna av spektralklass K3 IV, som har förbrukat förrådet av väte i dess kärna och utvecklas bort från huvudserien. Den har en massa som är ca 1,4 solmassor, en radie som är ca 4 solradier och har ca 9 gånger solens utstrålning av energi från dess fotosfär vid en effektiv temperatur av ca 5 100 K.

## Planetssystem
I januari 2007 hittade California and Carnegie Planet Search-teamet en exoplanet med en minsta massa på 1,76 gånger jupiters i omloppsbana runt stjärnan. Den publicerades den 1 december 2007 av Astrophysical Journal. En andra planet upptäcktes 2015.
Omloppssimuleringar av planetsystemets dynamiska stabilitet visar att det sannolikt befinner sig i en genomsnittlig 4:3-rörelseresonans. Tidigare datorsimuleringar har visat en oförmåga att reproducera denna resonans i gasjättesystem utifrån en rad olika formations- och migreringsmekanismer. Ytterligare analys av systemets stabilitet visar att planeternas banor kan eftersträva att upprätthålla stabilitet, även om den enklaste lösningen år 2019 fortfarande tydde på att planetsystemet i HD 5319 är instabilt.
| Planet | Massa           | Halv storaxel (AE) | Siderisk omloppstid (d) | Excentricitet | Inklination | Radie |
| ------ | --------------- | ------------------ | ----------------------- | ------------- | ----------- | ----- |
| b      | ≥1,56 ± 0,29 MJ | 1,57 ± 0,13        | 638,6 ± 1,2             | 0,015 ± 0,016 | -           | -     |
| c      | ≥1,02 ± 0,22 MJ | 1,94 ± 0,16        | 877,0 ± 4,9             | 0,109 ± 0,067 | -           | -     |